# Jim Douglas (politicus)
James H. Douglas (Springfield, Massachusetts, 21 juni 1951) is een Amerikaans politicus. Tussen 2003 en 2011 was hij gouverneur van de Amerikaanse staat Vermont. Shumlin is lid van de Republikeinse Partij.

## Loopbaan
Douglas studeerde aan Middlebury College en behaalde daar een Bachelor of Arts. Hij volgde daar een major Russisch. In 1972 werd Douglas namens de Republikeinse Partij gekozen in het Huis van Afgevaardigden van de staat Vermont. Hij was op 25-jarige leeftijd al meerderheidsleider. Hij verliet het Huis van Afgevaardigden in 1979 en werd een van de belangrijkste politieke adviseurs van toenmalig gouverneur Richard A. Snelling. In 1980 werd hij gekozen als Secretary of State voor de staat Vermont. In 1992 stelde hij zich verkiesbaar voor de Senaat, maar verloor van de zittende Democratische senator Patrick Leahy. In 1994 werd Douglas gekozen als minister van Financiën van Vermont.
In 2002 stelde Douglas zich kandidaat voor het gouverneurschap van Vermont, nadat de zittende gouverneur Howard Dean zich niet verkiesbaar stelde voor een zesde ambtstermijn. Bij de verkiezingen wist Douglas de Democraat Doug Racinie te verslaan, op dat moment luitenant-gouverneur. Douglas werd ingezworen op 9 januari 2003 en zou driemaal herkozen worden.
Als gouverneur ondertekende Douglas in mei 2007 een wet waarin discriminatie op basis van sekse werd verboden. Eerder had hij zijn veto nog over deze wet uitgesproken, maar hij werd "overruled" door de wetgevende vergadering van Vermont. In april 2009 sprak hij ook zijn veto uit over een wet waarin het huwelijk tussen partners van de verschillende sekse werd toegestaan. Ook dit veto werd verworpen.
Na vier termijnen als gouverneur stelde Douglas zich in 2010 niet langer verkiesbaar. Hij werd op 6 januari 2011 opgevolgd door de Democraat Peter Shumlin.
- Gemeinsame Normdatei: 1177273314
- International Standard Name Identifier: 0000 0001 1486 8335
- Library of Congress Control Number: no2011019670
- SNAC: w62g8d5h
- Virtual International Authority File: 167525113
- WorldCat: E39PBJfxcFbWPY4yQJtDxVHDMP